# Epictia unicolor
Epictia unicolor — вид змій родини струнких сліпунів (Leptotyphlopidae). Ендемік Бразилії.

## Поширення і екологія
Epictia unicolor відомі за типовим зразком, зібраним в Бразилії.